# 茨城キリスト教大学短期大学部
茨城キリスト教大学短期大学部（いばらきキリストきょうだいがくたんきだいがくぶ、英語: Ibaraki Christian University Junior College）は、茨城県日立市大みか町6-11-1に本部を置いていた日本の私立大学である。1950年に設置され、2006年に廃止された。大学の略称は茨キリ短、シオン。

## 概要

### 大学全体
- 茨城県日立市に所在した日本の私立短期大学で、設置主体は学校法人茨城キリスト教学園[1]。
- 国内で最初に認可された短期大学149校[注 3]の1校として、1950年に2学科体制で開学した[2]。
- 以後、学科の増設もあり最多4学科体制一学年定員520名の時期があったが、学科数及び定員人数の減少により規模が縮小した。
- 2003年度の入学生を最後に[注釈 2]、短期大学としての使命を終える[3]。

### 建学の精神（校訓・理念・学是）
- 茨城キリスト教大学短期大学部の学是は「キリスト教精神に基づく人格教育」となっている。

### 教育および研究
- キリスト教系の大学だけあって、「キリスト教学」といった宗教科目があった。

### 学風および特色
- 茨城大学工学部と茨城キリスト教大学との単位互換制度が1997年度より実施されていた。

## 沿革
- 1949年
  - 10月 文部省[注釈 3]に短期大学[注 4]の設置認可に関する申請を行う[注 5]。なお、学科・専攻は以下の通りとなっている[注 6]。
    - 英文学科 入学定員30名
    - 教養学科 入学定員40名
    - 家政学科 入学定員30名
- 1950年
  - 3月14日 左記を以て短期大学の設置が文部省[注釈 3]より認可される[注 7]。
  - 4月1日 左記を以て茨城キリスト教短期大学が以下の学科体制にて開学する[注 8]。
    - 英文学科→英語科 入学定員30名→40名
    - 教養学科→教養科 入学定員40名→60名
    - 家政学科 入学定員30名
- 1951年
  - 2月28日 学校法人茨城キリスト教学園の設置が認可される[13]。
  - 4月1日 以下の学科を増設する[10]。
    - 家政科 入学定員30名
- 1954年
  - 5月1日 学生数[14]/定員
    - 英語科 71[注 9]/80
    - 教養科 77[注 10]/120
    - 家政科 45[注釈 4]/60
- 1974年
  - 4月1日 以下の学科を増設する[15]。
    - 日本文学科 入学定員30名[注釈 5]
- 1975年
  - 4月1日 入学定員増を以下のr通り行う[17]
    - 英語科 40[注釈 5]→70[注釈 6]
    - 教養科 60[注釈 5]→100[注釈 6]
    - 家政科 30[注釈 5]→50[注釈 6]
- 1975年
  - 5月1日 学生数[19]/定員
    - 英語科 305[注釈 4]/110
    - 教養科 339[注釈 7]/160
    - 家政科 147[注釈 4]/80
    - 日本文学科 113[注釈 4]/60
- 1981年
  - 4月1日 入学定員増を以下の通り行う[20]。
    - 教養科 100[注釈 8]→150[注釈 9]
    - 英語科 70[注釈 8]→110[注釈 9]
    - 日本文学科 30[注釈 8]→50[注釈 9]
- 1981年
  - 5月1日 学生数[23]/定員
    - 英語科 255[注釈 4]/180
    - 教養科 376[注釈 10]/250　
    - 家政科 115[注釈 4]/100
    - 日本文学科 106[注釈 4]/60
- 1986年
  - 4月1日 学科の入学定員増を以下の通り行う[注 11]。
    - 家政科 50[注釈 11]→70[注釈 12]
    - 英語科 110[注釈 11]→140[注釈 12]
    - 日本文学科 50[注釈 11]→70[注釈 12]

  - 5月1日 学生数[28]/定員
    - 英語科 293[注釈 4]/250
    - 教養科 379[注釈 4]/300
    - 家政科 140[注釈 4]/120
    - 日本文学科 147[注釈 4]/120
- 1987年
  - 4月1日 教養科の入学定員を150[注釈 12]→180[29]に増員[30]
  - 5月1日 学生数[31]/定員
    - 英語科 304[注釈 4]/280
    - 教養科 389[注釈 4]/330
    - 家政科 158[注釈 4]/140
    - 日本文学科 164[注釈 4]/140
- 1988年
  - 4月1日 学科名を以下の通り改称[32]。
    - 家政科→生活文化学科
    - 教養科→教養学科

  - 5月1日 学生数[33]/定員
    - 英語科 299[注釈 4]/280
    - 教養学科 395[注 12]/360
    - 生活文化学科 162[注釈 4]/140
    - 日本文学科 155[注釈 4]/140
- 1990年
  - 4月1日 シオン短期大学と改称[34]。
  - 同 学科の定員増を以下の通り行う[34]。
    - 英語科 140[注釈 13]→160[注釈 14]
    - 教養科 180[注釈 13]→200[注釈 14]
    - 生活文化学科 70[注釈 13]→80[注釈 14]
    - 日本文学科 70[注釈 13]→80[注釈 14]
- 1990年
  - 5月1日 学生数[37]/定員
    - 英語科 329[注釈 4]/300
    - 教養学科 420[注釈 4]/380
    - 生活文化学科 176[注釈 4]/150
    - 日本文学科 177[注釈 4]/150
- 1992年
  - 5月1日 学生数[注 13]/定員
    - 英語科 367[注釈 10]/320
    - 教養科 471[注釈 4]/400
    - 生活文化学科 174[注釈 4]/160
    - 日本文学科 183[注釈 4]/160
- 1997年
  - 4月1日 日本文学科の学生募集を最終とする[注 14]
  - 5月1日 学生数[42]/定員
    - 英語科 350[注釈 7]/320
    - 教養学科 471[注釈 15]/400　
    - 生活文化学科 196[注釈 4]/160
    - 日本文学科 186[注 15]/160
- 1998年
  - 5月1日 学生数[43]/定員
    - 英語科 358[注釈 16]/320　
    - 教養学科 497[注釈 15]/400
    - 生活文化学科 214[注釈 17]/160　
    - 日本文学科 97[注 16]/80
- 1999年
  - 4月1日 生活文化学科の学生募集を最終とする[注 17]。
  - 5月1日 学生数[46]/定員
    - 英語科 363[注釈 16]/320
    - 教養学科 469[注 18]/400
    - 生活文化学科 202[注釈 17]/160
    - 日本文学科 9[注釈 10]/-
- 2000年
  - 4月1日 茨城キリスト教大学短期大学部と改称[45]。
  - 同 英語科の入学定員を130に減員[45]。
  - 7月28日 左記をもって日本文学科が正式に廃止となる[47]。
- 2000年代
  - 4月1日 英語科の入学定員を130→110に減員。
- 2002年
  - 7月28日 左記をもって生活文化学科が正式に廃止となる[48]。
- 2003年
  - 4月1日 この年度度をもって学生募集を終了[注釈 2]。
  - 同 英語科の入学定員を110→120に減員。
- 2006年
  - 6月14日 左記をもって正式に廃止となる。正式廃止[3]。

## 基礎データ

### 所在地
- 茨城県日立市大甕町6-11-1[注釈 1]

### 象徴
- 茨城キリスト教大学短期大学部のカレッジマークは聖書とキリストの十字架をイメージしたものとなっていた[49]。

## 教育および研究

### 組織

#### 学科
- 教養学科 入学定員170名[注釈 18]
- 英語科 入学定員100名[注釈 18]
- 生活文化学科 入学定員80名[注 19]
- 日本文学科 入学定員80名[注 20]

#### 専攻科
- なし

#### 別科
- なし

#### 取得資格について
資格について
- 全学科の学生を対象に、司書資格を取得するための課程が設けられていた[52]。

教職課程について
- 中学校教諭二種免許状が設けられてい[52]
  - 英語：英語科
  - 社会：教養学科
  - 家庭：生活文化学科
  - 国語：日本文学科
- 当初は中学校教諭ほか高等学校教諭免許状の教職課程を併設。
  - 英語：英語科[53]
  - 家庭：家政科（生活文化学科の前身）[53]

### 研究
- 『茨城キリスト教大学短期大学部研究紀要』[54]
- 『シオン短期大学研究紀要』[55]
- 『茨城キリスト教短期大学研究紀要』[56]

## 学生生活

### 部活動・クラブ活動・サークル活動
- 茨城キリスト教大学短期大学部で活動していたクラブ活動[52]
  - 体育系：テニス・バレーボール・バスケットボール・バドミントン・ゴルフ・弓道ほか
  - 文化系：ESS・美術・演劇・華道・茶道・手話・聖歌隊・写真ほか

### 学園祭
- 茨城キリスト教大学短期大学部の学園祭は「シオン祭」と呼ばれていた[52]。

## 大学関係者と組織

### 大学関係者組織
- 茨城キリスト教大学短期大学部同窓会がある[57]

## 施設

### キャンパス
- モアヘッド記念館：当短期大学家政科（生活文化学科）ホームマネージメントとして利用された[52]。

### 寮
- 茨城キリスト教大学短期大学部には若草寮と呼ばれる学生寮があった[52]。

## 対外関係

### 他大学との協定

#### アメリカ
- アッシュランド大学

#### オーストラリア
- カソリック大学

### 系列校
- 茨城キリスト教大学
- 茨城キリスト教学園中学校・高等学校

## 卒業後の進路について

### 編入学・進学実績
- 系列の茨城キリスト教大学以外では以下の実績がある[58]。
  - 教養学科：流通経済大学・つくば国際大学・杏林大学ほか
  - 英語科：島根大学・京都精華大学ほか
  - 生活文化学科：茨城大学・筑波学院大学ほか
  - 日本文学科：敬愛大学ほか

## 著名な卒業生
- 高尾利数（神学者）
- 宮田かずこ（元女優）
- 小宅近昭（政治家、元那珂市長）